# Оглашавање
Реклама или рекламирање (од фр. réclame, односно лат. reclamo - јавно оглашавати) је врста комуникације којом спонзор рекламе покушава да убеди публику у корисност одређеног поступка, обично куповине производа или услуге. Рекламирање је према АМА (Америчка асоцијација за маркетинг) свака плаћена форма јавног презентовања и ширења идеја у тежњи директног или индиректног утицаја на промет производа или услуге. Да би постигао овај циљ аутор рекламе се служи свесним или подсвесним порукама, односно комбинацијом информације и емоције у рекламној поруци. Рекламирање се сматра делом комуникацијског система маркетинга. Модерно рекламирање се развило са масовном производњом крајем 19. и почетком 20. века.
Оглашавачи се најчешће труде да повећају интересовање за рекламирани производ његовим брендирањем. Слика или име производа се понавља, заједно са његовим пожељним особинама, тако да се у свести потрошача устали веза између робне марке и поменутих особина.
Једна од најважнијих карактеристика рекламе је начин на који она стиже до потрошача рекламираног производа или услуге. У ову сврху се користе: телевизија, радио, новине, часописи, видео-игре, интернет, билборди, поштанске пошиљке, дистрибуција летака и други начини.
Поред предузећа која рекламирају своје комерцијалне производе и услуге, наручиоци реклама могу бити: политичке партије, интересне групе, верске организације и државне и јавне установе. Рекламе најчешће осмишљавају рекламне агенције.
Године 2007. процењени трошкови рекламирања на целом свету износили су 385 милијарди долара, од чега више од 150 милијарди долара само у САД.

## Историја рекламе
Излагање робе на пијацама у античко доба представљало је првобитни облик рекламе. Прве пронађене таблице са комерцијалним рекламама потичу из рушевина Помпеје. На средњовековним пијацама путујући трговци су викањем рекламирали своје производе и услуге. Рекламирање се ограничавало на место где је вршена продаја или трговина, то јест на пијацу или радњу. Са индустријском револуцијом дошло је до одвајања рекламирања од места где се врши промет робе. Масовна производња је на тржиште износила производе који су, поред своје основне употребне вредности, код корисника изазивали и емоционалну реакцију. Прва луксузна добра су постала доступна ширим масама.
У другој половини 19. и почетком 20. века народ је све више постајао маса потрошача која куповином исказује свој друштвени статус. Тиме је порастао друштвени значај потрошачких добара. Појавиле су се робне марке. Двадесетих година 20. века велики застакљени излози продавница и зидне рекламе измениле су физиономију великих градова. Слоган „Слика говори више од хиљаду речи“ потиче из овог времена. Напредак електрификације омогућио је појаву првих светлосних реклама.
Од 1930-их дошло је до промене у парадигми тржишта. До тада су због ограничене понуде робе продавци диктирали понуду, а од тада тржиштем доминирају купци који могу да бирају робу између више понуда. На њихову одлуку не утиче више само корисност производа, већ и емоције.
Појавом супермаркета педесетих и шездесетих година дошло је до пораста значаја рекламирања. Производ је морао да се на неки начин издвоји у односу на конкуренцију. Рекламирањем је привлачена пажња купаца.

#### Реклама у добу радија и телевизије
Раних 1920-их појавиле су се прве радио-станице. Њима су опрему дали произвођачи телекомуникационе опреме који су тиме тежили да повећају продају радио-апарата. Радијске програме су спонзорисале компаније, а заузврат су оне помињане у радијском програму. Ускоро су радио-станице схватиле да је економски исплативије да продају кратке сегменте у својим програмима које би купци-компаније попуњавали комерцијалним порукама. Та пракса се проширила на телевизију касних 1940-их.
Велика борба се развила између оних који су сматрали да је радио комерцијална активност, и оних који су сматрали да је радио спектар јавно добро. У Уједињеном Краљевству је основана „Британска компанија за радиодифузију“ (познатија као BBC) која је 1927. проглашена јавним предузећем. На сличан начин је у Канади основана јавна „Канадска корпорација за радиодифузију“ (Canadian Broadcasting Corporation). У САД је превагнуо комерцијални модел, али су радио-станице обавезане да делују у јавном интересу.
У шездесетим развијен је савремени приступ рекламирању, са необичним и креативним порукама. Рецимо, Фолксваген се рекламирао порукама: „лимун“ и „замислите мāло“, што је асоцирало на облик њиховог аута.
Са појавом ТВ станице МТВ 1980-их дошло је до интеграције садржаја програма и рекламне поруке. У Северној Америци појавили су се ТВ канали који искључиво емитују рекламни програм.
Експанзија интернета довела је до појаве рекламирања на интернету 1990-их. Данас неке интернет презентације и сервиси (рецимо, претраживач гугл) продају простор на својим интернет страницама за оглашавање, али се и труде да рекламе буду у контексту оног због чега је корисник приступио сервису.
Скорашња иновација је герилски маркетинг, где се производи рекламирају на необичне и неочекиване начине.
Део БНП који се троши на рекламирање није се значајније променио у времену великих промена у масовним медијима. На пример, главни рекламни медији у САД 1925. били су: новине, часописи, плакати и огласи на трамвајима. На рекламирање се трошило око 2,9% БНП. Године 1998. телевизија и радио су постали главни рекламни медији. Упркос томе, на рекламирање се трошио мањи део БНПа него раније, око 2,4%.

## Дефиниције оглашавања
Неки други аутори наводе веома сличну дефиницију оглашавања и сматрају да оглашавање представља плаћени облик презентације производа или услуга од стране познатог спонзора.. За оглашавање кажу да представља облик комуницирања путем плаћених медија комуницирања од стране познатог наручиоца.

## Особине средства оглашавања
Важно је нагласити да средство оглашавања има следеће особине: наручилац је платио надокнаду за његово коришћење, комуникација није личног карактера и преноси поруку до великог броја потенцијалних туриста. Иако су препоруке најефикаснији промотивни инструмент (word of mouth оглашавање), ипак се и класична улагања у оглашавање појављују као фактор на који потенцијална туристичка тражња реагује и уважава упућене препоруке.

## Избор медија
Осим поруке веома је битан и избор медија, односно медијски план. Сваки од медија има и своје предности и мане тако да је потребно направити комбинацију медија који ће се међусобно допуњавати. Избор медија зависи од:
- циљева кампање
- карактеристика производа и тржишта
- карактеристика поруке и апела

## Видови реклама

### У јавном животу
- Политичка
- Економска
- Социјална
- Спортска
- Културна

### По врсти рекламног средства
- Штампана реклама
- Реклама у електронској форми
  - Радио реклама
  - Телевизијска реклама
  - Интернет реклама
- Реклама на месту продаје
- Реклама на изложби или сајму
- Биоскопска реклама
- Реклама на паковању или амбалажи

## Критика
Иако се рекламирање сматра неопходним пратиоцем економског раста, оно има свој негативан утицај на друштво. Нежељени комерцијални имејлови (познати као спем) су постали толико учестали да представљају велики проблем за кориснике имејл услуга, као и финансијско оптерећење за интернет провајдере. Рекламирање врши инвазију на све јавне просторе, укључујући школе, што неки сматрају обликом експлоатације деце. Поред тога, у рекламама се често користе психолошки притисци попут стварања осећаја неадекватности или ниже вредности код потенцијалног потрошача. Овај притисак може да има негативан утицај на психичко стање појединца.
Критика рекламе је блиско повезана са критиком медија. Она се може односити на аудио-визуелни аспекат (експлоатација јавних површина и ресурса у сврху рекламе), еколошки утицај (загађење, увећање амбалаже у сврху рекламе), утицај на политику (зависност политике од рекламирања у медијима, ограничавање слободе говора), финансијски ефекат (цена рекламирања), етичке дилеме (подсвесни утицаји на психу, удари на личну приватност, дискриминација социјалних група, питање поштења) или на мешавину ових приступа критици.

### Хиперкомерцијализам
Данас су рекламе присутне у школама, на аеродромима, у ординацијама, биоскопима, болницама, на бензинским пумпама, у лифтовима, радњама, на интернету, воћу, банкоматима, кантама за ђубре и на безброј других места. Рекламе се стављају на пешчане плаже и на зидове јавних тоалета.
Једна од иронија модерног рекламирања је да је услед повећане комерцијализације оглашавачима постало теже да постигну успех, па морају да се још јаче труде.